# Бакшандино
Бакшандино — село в Пильнинском районе Нижегородской области. Входит в состав Медянского сельсовета.
Село располагается на левом берегу реки Суры.

## История
По старинной легенде, в начале XVII века на месте нынешнего Пильнинского района жили 3 брата-мордвина со своими большими семьями: Бакшай, Озей и Нават. От рода Озея произошла деревня Озёрки, от Навата - село Наваты, а от Бакшая - Бакшандино. Относительно легенды следует отметить, что в 1624 году в Бакшандине жил бортник Андрюша Бакшендин сын. В том же году в деревне жило 6 человек в 4 дворах. В 1671 году - 29 человек в 16 дворах, в 1696 - 40 человек в 10 дворах, в 1721 - 60 человек. В 1780 году, при образовании Курмышского уезда (а до этого Бакшандино находилось в Алатырском уезде) в деревне числилась 81 душа дворцовых крестьян крещенной мордвы. По переписи 1859 года в деревне Бакшандино в 58 дворах проживало 400 человек.